# 阿富汗民族

阿富汗民族分布

阿富汗民族中人口最多的是普什图族，也是阿富汗传统的统治者，约占阿富汗总人口的42%。阿富汗的少数民族有塔吉克族、哈扎拉族和乌兹别克族。

## 外部連結
- Enmity Breeds Violence in Afghanistan （页面存档备份，存于） by Nabi Sahak

template:Ethnic groups in Afghanistan
template:Afghanistan topics